# Gerry Gibbs
Gerry "Thrasher" Gibbs (New York, 15 januari 1964) is een Amerikaanse jazz-drummer, percussionist, multi-instrumentalist (fluit, trompet, vibrafoon, piano), componist, arrangeur en bandleider.
Gibbs, zoon van vibrafonist Terry Gibbs, maakte zijn debuut als drummer toen hij als zesjarige jongen een drumsolo speelde in de tv-show van Steve Allen. Hij heeft onder andere gespeeld met zijn vader, Buddy DeFranco, Conte Candoli, Dewey Redman, Woody Shaw, Ernie Watts, Alice Coltrane en jeugdvriend Ravi Coltrane. Hij heeft ook gespeeld met eigen bands, meestal waren en zijn dat kleinere groepen. Van een sextet met Ravi Coltrane verscheen in 1996 zijn eerste album, in 2000 volgde een plaat van zijn Third Trio from the Sun. Net zoals zijn vader dat in de jaren vijftig deed, richtte Gerry Gibbs een eigen bigband op, de Gerry Gibbs Thrasher Big Band. Met Electric Thasher Orchestra (voortgekomen uit het Bitches Brew Orchestra) nam Gibbs een album op gewijd aan muziek uit de vroege elektrische periode van trompettist Miles Davis, van wie Gibbs een grote fan is.
Gibbs heeft meegespeeld op platen van onder meer John Campbell, Jed Levy, Neal Haiduck, Loretta Cormier en Doug Webb.
Gibbs organiseerde jazzconcerten in San Antonio, ook had hij hier een jazzprogramma op een radiostation (tegenwoordig KRTU 91.7).

## Discografie
- The Thrasher, Qwest/Warner brothers, 1996
- First Visit (met Third Trio from the Sun), Artemis Records/Viewpoint Records, 2000
- Live at Luna (met de bigband), Whaling City Sound, 2006 ('albumpick' Allmusic.com)
- Faces Unknown (met de Thrasher Band), SMS Records, 2006
- Moving on, Never Looking Back (met de Thrasher Band), Kindred Rhythm, 2009
- Gerry Gibbs and the Electric Thrasher Orchestra Play Miles Davis 1967-1975, Whaling City Sound, 2010